# Кейтлин Дженър
Кейтлин Дженър (на английски: Caitlyn Jenner), по-известна в миналото като Брус Дженър (на английски: Bruce Jenner), e американски лекоатлет и телевизионна звезда.
На летните олимпийски игри в Монреал през 1976 година Дженър печели златен медал в десетобоя.
След края на спортната си кариера участва в множество телевизионни предавания и филми, включително и изключително успешното Keeping Up With The Kardashians, заедно със съпругата си Крис и децата им.
След развода си Брус официално обявява, че е транссексуална и винаги се е чувствала като жена. През юни 2015 сменя името си на Кейтлин, появява се на корицата на списание Vanity Fair като жена и създава свой Туитър акаунт с рекорден брой последователи. Получава и собствено риалити предаване, озаглавено „Аз съм Кейт“. Въпреки смяната на пола и последвалата реконструкция на половите органи, продължава да има интимни отношения с жени и заявява, че няма влечение към мъжкия пол.През 2020 Кейтлин очаква седмото си дете от транссексуалната София Хътчинс.